# بوب باترسون (لاعب كرة قاعدة)
بوب باترسون (بالإنجليزية: Bob Patterson)‏ هو لاعب كرة قاعدة أمريكي، ولد في 16 مايو 1959 في جاكسونفيل في الولايات المتحدة.

## وصلات خارجية
- بوب باترسون على موقعبيزبول رفرنس.كوم (الدوري الرئيسي) (الإنجليزية)
- بوب باترسون على موقعبيزبول رفرنس.كوم (الدوري الثانوي) (الإنجليزية)